# Jul Bonati
Jul Bonati SJ (ur. 4 maja 1874 w Szkodrze, zm. 5 maja 1951 w Durrësie) – albański ksiądz katolicki, ofiara prześladowań komunistycznych, błogosławiony Kościoła katolickiego.

## Życiorys
Syn Aleksandra Bonatiego i Rozy z d. Mellgushi. Uczył się w kolegium jezuickim w Szkodrze, a następnie w Austrii i we Włoszech. Na uniwersytecie w Padwie obronił pracę doktorską w zakresie filozofii. W 1891 rozpoczął nowicjat w zakonie jezuitów. 8 kwietnia 1906 został wyświęcony na księdza w Gorycji. Początkowo pracował w Padwie, a następnie od 1912 w Stambule, gdzie pełnił posługę duszpasterską dla katolików albańskich mieszkających w stolicy Imperium Osmańskiego. W Stambule związał się z albańskim klubem narodowym Pragu shqiptar. Był przedstawicielem diaspory albańskiej w Stambule w czasie konferencji pokojowej w Paryżu. W 1927 powrócił do Albanii, gdzie pracował jako wikariusz w Durrësie i we Wlorze. Przetłumaczył na język włoski poemat Lahuta e malcís Gjergj Fishty.
W 1942 wyjechał do Włoch na leczenie i powrócił do Albanii dopiero w roku 1946. 6 grudnia 1946 został aresztowany we Wlorze przez funkcjonariuszy Departamentu Obrony Ludu i poddany torturom. Oskarżony o współpracę z okupantem i ze Stolicą Apostolską, a także o działalność wrogą wobec władz komunistycznych. 31 października 1947 Sąd Okręgowy w Elbasanie skazał go na 7 lat więzienia. W 1951 został zamknięty w szpitalu psychiatrycznym w Durrësie, gdzie zginął zamordowany przez pacjentów szpitala. Pochowany na starym cmentarzu w Durrësie, w grobie rodzinnym.
Bonati znajduje się w gronie 38 Albańczyków, którzy 5 listopada 2016 w Szkodrze zostali ogłoszeni błogosławionymi. Beatyfikacja duchownych, którzy zginęli "in odium fidei" została zaaprobowana przez papieża Franciszka 26 kwietnia 2016.